# 超新塾
超新塾（ちょうしんじゅく）は、ワタナベエンターテインメントに所属する日本のお笑いグループ・バンド、YouTuber、TikToker。2023年『THE SECOND 〜漫才トーナメント〜』ファイナリスト。

## 来歴
ロックンロールコント集団を自称している。途中加入のコアラ小嵐・アイクぬわら以外のメンバーはNSC出身。吉本興業で別々に活動していた5人で2001年10月結成。ひばりプロダクション、オフィス★怪人社を経て、現在のワタナベエンターテインメントへ所属。お笑いの他にバンド活動も行い、この時のみお笑いを封印している。
イーグル溝神とタイガー福田は「禅（ぜん）」というコンビでも活動し、2007年9月15日に『エンタの神様』初出演。その後も番組終了までレギュラー出演していた。
2009年3月30日、名前を分かりやすくするためと心機一転を図るべく、それまでの「新塾○○」からメンバー全員の芸名を変更。変更以前にもコントの設定などで僅かだが苗字は出していた。4月26日、単独ライブ前ということで「ブログ祭」と称し、1日で160余りの更新を記録した。
2011年2月21日を以て、DRAGONタカヤマの超新塾脱退を発表。その後に新メンバーの募集を行い、脱退から7ヶ月後の同年9月29日から新メンバー2人が加入し、6人編成となった。なおメンバー増員後、超新塾としてはラストイヤーであったM-1グランプリの第12回大会（2016年）にのみ「超新塾4/6」と「THEスポーツ」名義で別々のユニットとして出場した事がある（M-1が復活した2015年以降は出場資格が「結成15年以内」となったので「超新塾」としてもこの年まで出場資格はあったが参戦はしていない。ただし前年の第11回大会には6人で出場しており、3回戦まで進出している）。2023年2月9日に途中加入メンバーの1人であるコアラ小嵐の脱退を発表し、結成当初の5人編成に戻った。ただし、2023年8月に発覚したアイクぬわらの不祥事の影響か、同年秋頃からはYouTubeや舞台等では5人編成で活動しているものの、地上波放送やABEMAでは4人編成での出演が依然続いており、2024年のTHE SECONDも4人編成でのエントリーとなった。
2014年からYouTubeでも不定期ながら活動。2019年の下半期からはペースを上げて動画を投稿している。

## メンバー

### イーグル溝神
- 本名、溝上 洋次（みぞかみ ようじ）。1975年10月4日（49歳）生まれ。
- コントではボケ担当、ロックンロール劇場ではツッコミ・ボーカル担当。リーダー（塾長）。一部コントではツッコミをブーに任せ、ボケに回ることもある。立ち位置は左端。ロックンロール劇場（ネタ披露）では唯一立ち位置が不動。
- 兵庫県神戸市出身、神港学園神港高等学校卒業。身長171cm、体重60kg。血液型O型。2人の娘がいる。
- キャッチフレーズは「驚天動地の全能の鷲」。旧芸名は「新塾イーグル」。
- 趣味は音楽、特技はバンド活動と「ボンタンの早書き」[9]。
- タイガーとは「ZEN」としてコンビ活動も行なっている。
- タイガーによると天然であり、ある日の楽屋でイーグルが眼鏡を失くしてしまい探していたものの見つからず、その場にいたタイガーに「タイガーさん眼鏡を鳴らしてくれない?」と頼み込んでいた。
- かつては諸岡立身とコンビ「満」を組んでおり、ABCお笑い新人グランプリにて審査員特別賞を受賞した経験を持つ。
- タイガーやサンキューと同じく、NSC大阪校13期出身で同期の中でも徳井義実（チュートリアル）とは親交が深い。
- 後藤輝基（フットボールアワー）に風貌が似ている。後藤がテレビに出演時、携帯には友人から「お前テレビ出てたな!」という勘違いの電話が何本もかかってきたという。後藤と共演する際はイーグルの方が先輩に当たるため（後藤はNSC大阪校14期出身）『後藤』と呼び捨てし、逆に後藤は『溝神さん』と呼ぶ。
- 櫻井翔の顔まねも披露したことがある。
- DJとしても活躍中。ギュウゾウ（電撃ネットワーク）主催の「申し訳ナイト」ハードコアチョコレート「パンク中学」などにレギュラー出演している。また同イベントではTHE RYDERSのカヴァーバンド「コアチョコライダーズ」でボーカルを務めている。
- ビール瓶の王冠を歯で開けられる。
- 滑舌が悪いものの、サンキューの方が滑舌をネタにされるのがほとんどなためあまり知られていない。
- 原付免許の試験に3回落ちたことがある。
- タイガーと沖縄へ旅行した際、現地で知り合った2人の女性のうちの1人と2012年11月22日に結婚した[10][11]。
- 2018年頃から黒髪から赤髪に変えたが、2021年頃からコント以外眼鏡を掛けていた。 2022年頃に白髪に変えた。

### タイガー福田
- 本名、福田 善計 （ふくだ よしかず）。1975年10月2日（49歳）生まれ。
- ボケ・ドラム担当、立ち位置は中央。コアラ脱退後は左端から2番目。
- 岡山県津山市出身（実家は喫茶店経営[12]）、津山市立北陵中学校・岡山県立津山東高等学校卒業（ブーと一緒のサッカー部に所属）[13]。身長161cm、体重65kg。血液型O型。2人の息子がいる。
- キャッチフレーズは「温故知新の眠れぬ虎」。旧芸名は「新塾タイガー」。
- オダギリジョーとは中学の同級生[12][14]で、タイガーの結婚式にオダギリが出席するほどの仲[15]。
- 高校1年時、部活でサッカーをしていたが膝を怪我して以降サッカー選手になるのは諦めた。人に笑ってもらうのはずっと好きだったため、芸人を目指した[16]。
- 趣味はパソコンとロックンロール、特技はドラムと「身長を誤魔化す」[9]。
- NSC大阪校13期出身（卒業後15期へ再入学）。かつては15期での同期であるブーとコンビ「エグザミア」を組んでいた。
- イーグルとは「ZEN」としてコンビ活動も行なっている。
- サンキューと絡むネタが多い。
- 最近は「超新塾」と書かれた黒い帽子を被ることが多く、ヒゲが目立つためサンキューから「ヒゲ・帽子・グラサン」というネタに使われることが多い。一時期、『スーパーマリオ』を思わせるネタをしていた。
- オール巨人（オール阪神・巨人）、若本規夫のものまねを頻繁に演じる（特にアイクの通訳時）。
- 本人曰く「いつも心に傷を負っている」。
- 15期での同期である西田幸治（笑い飯）に風貌が似ている。
- メンバーの中で一番背は低いが、元相方のDRAGONと並んで正座すると座高が同じ。
- 2011年の『新春ゴールデンカーペット』（フジテレビ）にはピンで出場、カラオケを使った歌ネタ「マジンアームストロンガーV」を披露した。
- イーグルと沖縄へ旅行した際、現地で知り合った2人の女性のうちの1人と2013年10月22日に結婚した[10]。
- イーグルとは誕生日が2日違い。

### サンキュー安富
- 本名、安富 郁矢 （やすとみ いくや）。1975年5月6日（50歳）生まれ。
- ボケ・ギター担当、立ち位置は右から2番目。コアラ脱退後は中央。
- 広島県広島市出身。身長172cm、体重64㎏。血液型A型。
- キャッチフレーズは「奇々怪々の髑髏蛇」。旧芸名は「新塾コブラ」。
- 趣味はスパイダーソリティアとストレッチ、特技はギターと「一人旅」[9]。
- かつてはピン芸人「ジルジル煮汁」として活動していた。イーグル、タイガーと同じくNSC大阪校13期出身。
- NSC卒業後は東京で塗装業に従事していて東京ディズニーシーの電車やユニバーサル・スタジオ・ジャパンのウォーターワールドの壁を塗る仕事をしていた。わざと古く見せる“エイジング塗装”という技術を持っている。[17]
- 2006年頃から ネタ冒頭などに発する「Weeeeeeeeeeee!!」というサイレンのような嘆き声が特徴的。しかし最近はタイガーから「引越してもやるか?」「流行っとらんぞ（客の方を向きながら）」「マイナスからのスタートです」と苦言を呈されることが多い。
- くしゃみをした勢いでぎっくり腰になったことがある。
- タイガーと絡んだり、女性的なネタが多い。
- モヒカンをネタにすることもある。可愛らしい目なので、サングラス着用時はよくネタにされていた。
- 滑舌があまり良くない。
- ゆってぃとは親友である。
- コアラ、アイク（及び元メンバーのDRAGON）以外は同級生だが、生年月日が5ヶ月早いためメンバーでは最年長者である。
- 以前の芸名は「サンキュー安富+」と表記されていたが、2016年現在は超新塾公式HP、ワタナベのプロフィールともに「+」は外されている。
- 2020年頃から緑髪にされる事が多い
- 2021年頃からモヒカンから普通の髪型にされる事が多い

### ブー藤原
- 本名、藤原 直樹 （ふじわら なおき）。1975年11月3日（49歳）生まれ。
- コントではツッコミ担当、ロックンロール劇場ではボケ・雰囲気担当。イーグル以外では唯一、一部のコントではツッコミも担う。立ち位置は右端。コアラとアイクが加入後はサンキューとアイクの間にである。コアラ脱退後は右から2番目。バンドの際はボーカル（雰囲気）担当。
- 大阪府堺市出身[18]、岡山県津山市育ち。堺市立浅香山小学校[19]、堺市立浅香山中学校[19]・岡山県立津山東高等学校卒業（タイガーと一緒のサッカー部に所属）[18]。身長168cm、体重88㎏。血液型B型。
- キャッチフレーズは「暴飲暴食の怪力象」。旧芸名は「新塾マンモス」。
- 趣味はサッカー観戦、特技は料理と「自分より若い芸人に説教」[9]。
- NSC大阪校15期出身（当初は13期を受験するも不合格となり1年間専門学校へ通った後に入学）、かつてはタイガーとコンビ「エグザミア」を組んでいた。
- 駄洒落、下ネタ、食いしん坊系列のネタが多い。
- ネタでは仲間外れにされたり、1人だけ総スカンを食らったりと扱いの悪くなることが多々ある。
- 母、弟がいる[20]。
- 2016年11月5日、1歳年下の一般女性と入籍[21]。

### アイクぬわら
- 本名、アイク・ヌワラ。1986年6月5日（39歳）生まれ。
- 2011年9月29日、オーディションで選ばれ加入。バンド時は主にキーボードを担当する。
- アメリカ・ニューヨーク生まれのシアトル育ち。身長180cm、体重75㎏。
- サンキューに代わって（サンキューを押しのけるようにして）、ネタ冒頭で嘆き役になることがある。加入当初ではタイガーとサンキューの間だったが、後に立ち位置はブーの隣の右端に変更した。
- 元会社員（20歳から米証券大手ゴールドマン・サックスでデータセンターエンジニアとして勤務）。
- 現メンバーでは一番若く、元メンバーのDRAGONを含めてもアイクが最年少である。
- アイク、コアラが加入する以前に使用していた誕生日『6月9日（ロック）』に現メンバーでは一番近く、4日早い（元メンバーのDRAGONも含めると2番目に近い）。
- 加入当初の芸名は「アイク・B・ヌワラ」（Bはバイクを意味する）であったが、現在は「アイクぬわら」に統一している。
- アイクぬわらの出演作品
  - とんねるずのみなさんのおかげでした（2015年4月、フジテレビ）博士と助手〜細かすぎて伝わらないモノマネ選手権〜
  - DMM英会話TVCM（2014年11月-2015年1月）・YouTubeのCM（2015年2月-）講師役として矢作兼（おぎやはぎ）と共演
  - 内村とザワつく夜（2014年9月、TBS）『後輩・先輩が大集合スペシャル』に中岡創一（ロッチ）、キューティー上木（当時あめん、現・上木恋愛研究所）と出演
  - コサキン・天海の超発掘!ものまねバラエティー マネもの（2014年9月、フジテレビ）
  - ロケットニュース24の記事にて外国人グルメレポーター担当
  - 5時に夢中!（TOKYO MX）黒船特派員として毎週水曜日出演
  - おはスタ（2016年4月 - 2023年8月、テレビ東京）バイリンガルMC
  - 怪盗戦隊ルパンレンジャーVS警察戦隊パトレンジャー（2018年2月 - 2019年2月、テレビ朝日）ヒルトップ管理官役
  - TVチャンピオン極 〜KIWAMI〜（BSテレ東）
  - 小学生の基礎英語（2021年4月 - 、NHKラジオ第2放送）

### バンド時のみのメンバー

#### 高橋ヒロシ
本名、高橋 宏。1976年5月24日（49歳）生まれ。ベース担当。身長178cm。体重68㎏。
- 主な使用楽器は、ESP・オーダーメイドJAZZベース、ミュージックマン・スティングレイ。

### 元メンバー

#### DRAGONタカヤマ
- 本名、高山 和也（たかやま かずや）。1977年6月10日（48歳）生まれ。
- ボケ・ベース担当、立ち位置は左端から2番目。
- 2011年2月21日を以て超新塾から脱退（トークライブ・『超新塾の毎回お騒がせします』において発表）、2011年3月24日に公式サイトにて発表した。
- 脱退後は脚本家・演出家・役者に転向、「コウカズヤ」として活動。
- 大阪府大阪市出身、身長185cm、体重70kg。血液型A型。
- NSC大阪校16期出身。かつては同期の浅越ゴエ（ザ・プラン9）とコンビ「デモしかし」、トリオ「ギャルソンズ(相方の1人はコカドケンタロウ（ロッチ）)」を組んでいた。
- 千原せいじ（千原兄弟）の経営する、せじけんメンバーの一員。
- 趣味はツーリングと筋トレ、特技はベースと「メシ屋でキレる」[9]。
- キャッチフレーズは「天涯孤独の荒くれ龍」。旧芸名は「新塾ドラゴン」「新塾DRAGON」。
- メンバーの中で一番身長が高いが、一番身長の低いタイガーと並んで正座すると座高は同じ。
- 他のメンバーより2学年下。
- 骨折した際、包帯の代わりに黒いビニールテープを巻いて怪我を誤魔化し番組を乗り切ったことがある。
- サンドウィッチマンがM-1グランプリ2007で優勝した瞬間、ハチミツ二郎（東京ダイナマイト）と抱擁の末に号泣した（敗者復活戦に出場していた）。
- 「新塾○○」の頃に使っていた誕生日設定の6月9日に1日遅い。
- 「新塾○○」からの改名後、しばしばドラゴン高山と表記されることがあった。
- 2013年6月より演劇ユニット・TEAM BUZZを主宰 、2015年9月より劇団・BuzzFestTheaterにて脚本及び演出を担当していた。
- 2018年9月13日、上原多香子（SPEED）と結婚。
- 2019年5月29日、自身のTwitterにおける不適切な書き込みの責任を取り、BuzzFestTheaterからの退団処分を発表した。
- 2019年12月より、劇団往来「アイバノ☆シナリオ」にて半年ぶりに作家復帰[22]。
- コウカズヤ脚本・演出作品
  - やめらんねぇ（2012年9月、千本桜ホール）
  - レッド★スター（2013年1月、下北沢Geki地下Liberty）
  - 「旦那のも飲んだ、喜劇で火の中。」（2013年3月、千本桜ホール）
  - TEAM BUZZ第1回公演 騙-DAMA（2013年7月、下北沢Geki地下Liberty）
  - TEAM BUZZ第2回公演 合言葉はロッケンロー!!（2013年12月、下北沢Geki地下Liberty）
  - TEAM BUZZ第3回公演 旦那のも飲んだ、喜劇で火の中。（2014年4月、新宿タイニイアリス）
  - TEAM BUZZ第4回公演 やめらんねぇ（2014年7月、中野ザ・ポケット）
  - TEAM BUZZ第5回公演 Bye-Byeレストラン（2014年12月、下北沢シアター711）
  - TEAM BUZZ第6回公演 わしゆん!（2015年5月、下北沢「劇」小劇場）

#### コアラ小嵐
- 本名、柏原 健太 （かしはら けんた）。1985年10月12日（39歳）生まれ。
- 兵庫県神戸市出身。身長177cm、体重65㎏。血液型AB型。
- 2011年9月29日、オーディションで選ばれ加入。バンド時は主にギターを担当する。
- 2023年2月9日をもって超新塾を脱退したことを超新塾ちゃんねる・公式Twitterで発表した。
- 元バーテンダー。
- アイクと共にコンビ「ぬわらし」としての活動も行なっている（代表作に「ポコチンドラム」など）。
- 脱退したDRAGONに代わり、基本的に一番手のボケを担当している。立ち位置はイーグルとタイガーの間に入る事が多い。自身の筋肉を活かしたネタもある。
- 金髪になった時期があった。
- 2015ベストボディ・ジャパン千葉大会優勝。
- マッチョバスツアー、マッチョカフェ、マッチョ29のメンバーでもある。
- 2015年、ミュージカル『仮面ティーチャー〜SILVER MASK〜』凶我狼モリオ役。
- 2015ベストボディジャパン千葉優勝、日本大会5位。
- 2017東京オープンボディビル選手権大会、75kg級第9位
- 2017オールジャパン・メンズフィジーク、176cm超級第10位
- 2018オールジャパン・メンズフィジーク、176cm超級第11位
- 2019第5回メンズフィジーク東京選手権大会176cm超級3位入賞。
- 2021東京ノービスボディビル選手権大会、75kg以下級優勝。

## ネタ
- サングラスに革ジャンの昭和ロックンロール風の出立ちで、「ロックンロール劇場」と称したコントを行う。このスタイルでM-1グランプリにも出場しているため、漫才もしくは両者の中間とも言える（実際のライブのネタ終了時の挨拶にて、タイガーがロックンロール「劇場」と言うべきところをロックンロール「漫才」と発したこともある）。
- 2004年9月から2011年2月までは立ち位置は左からイーグル、DRAGON、タイガー、サンキュー、ブー（タイガーとサンキュー、またはブーの位置がまれに逆になることもある）。
  - 2011年10月から2023年1月までは基本的な立ち位置は左からイーグル、コアラ、タイガー、サンキュー、ブー、アイク（基本的に一番手のボケはコアラだが、リズムネタなどコアラがギターを弾く場合はタイガーが一番手となるケースあり。また最後のボケは決まってアイク）。
  - 2023年2月末から立ち位置は左からイーグル、タイガー、サンキュー、ブー、アイクで、タイガーが一番手である。
- 登場時にはステッペンウルフ「ワイルドでいこう!」のイントロ風のメロディを口ずさみながら、バイクに跨るようなポーズで登場する。
- リーダーのイーグルがツッコミで、イーグル以外のメンバーがボケ。ボケのメンバーが交替交替にハイスピードで次々とボケていき、順次イーグルがテンポよくツッコんでいく小気味いいリズム感が特徴。なお、結成初期はブーがツッコミだった。現在も初期と比べるとかなり頻度は少ないが、一部のコントではブーがツッコミに回ることがある。
- イーグルとメンバーの掛け合いが一通り終わった後、イーグルを除くメンバー3人(2025年現在)が残り1人を隠すように前に出た後、一歩引きメンバー1人(ネタによって変わる)のモノマネをオチとして締める。
- 2007年10月以降、タイガー以外はサングラスをかけていない。2006年6月まではDRAGON、サンキュー、ブー、イーグルもサングラスをかけていた。イーグルはごく初期以外、2007年9月まではサングラスをかけていた。
  - なお、DRAGON脱退後に加入したコアラ、アイクは当初からサングラスをかけていない。

## 活動
ここでは超新塾としての出演を記載。禅としての出演はZENを参照。

### テレビ
- ワタナベエンターテインメント「最笑王座決定戦 優勝」（超新塾）
- 爆笑オンエアバトル（NHK総合 2002年5月18日-2009年3月19日）戦績20勝1敗 最高529KB（5人組としては最高点）　ゴールドバトラー認定 
  - 初挑戦（2002年5月18日）では普通のコントを披露していたが、2年4か月後の2004年9月5日から現在のようなロックンロール劇場コントを披露していた。
  - 6連勝と好調であったが、2005年11月26日放送回で初のオフエア[23]となり翌年の1月7日放送回[24]で再オンエアを果たした。その後は一度もオフエアを経験しないまま番組卒業まで14連勝を記録しているため、結果このオフエアが唯一であった。
  - 審査員200人制以降で、チャンピオン大会最高KB1位・2位の記録を保持している[25]。
  - 2008年度には番組史上唯一の3戦連続オーバー520KB台を記録している。
  - 第10回・第11回チャンピオン大会のセミファイナル・ファイナル全てにおいてトリ（ネタ順が最後）を務めている[26]。
  - ちなみに超新塾結成前にイーグルは「満（戦績0勝1敗 最高297KB）」として、DRAGONは「ギャルソンズ（戦績1勝4敗 最高301KB(これはオフエアの記録であり、オンエアは293KB。また初オンエアを獲得した際にDRAGONは既に脱退しており、超新塾として活動していた)）」として出場していた。
  - 第7回チャンピオン大会 セミファイナル8位敗退
  - 第9回チャンピオン大会 ファイナル10位
  - 2008年　第10回チャンピオン大会 ファイナル5位
  - 2009年　第11回チャンピオン大会 ファイナル3位
  - 2008年度 年間合計KBランキング1位（5人組としては初の1位）

コント
- - 2002年5月18日放送分
  - 2004年9月4日放送分
  - 2005年3月12日放送分
  - 2006年4月28日放送分
  - 2006年9月22日放送分
  - 2007年1月12日放送分 おいしいカレーの作り方／ランナー
  - 2007年3月2日放送分
  - 2007年3月23日放送分
  - 2007年6月1日放送分 桃太郎の犬になりたい／溺れている人を助ける
  - 2007年9月28日放送分 カミナリ親父／家出
  - 2007年11月9日放送分 手術／ボクシングのセコンド
  - 2008年1月25日放送分 うどん屋／バレーボールの監督
  - 2008年3月7日放送分 クイズの司会者／野球部監督のスタメン発表
  - 2008年3月21日放送分 オークションに出品／友達の見送り
  - 2008年6月12日放送分 転校生／ドライブスルー
  - 2008年10月2日放送分 結婚式のスピーチ／だるまさんが転んだ
  - 2009年2月5日放送分 ミスコンの司会者／通販番組の司会者
  - 2009年2月26日放送分 卒業式／作文
  - 2009年3月12日放送分 嫁／車内販売
  - 2009年3月19日放送分 手術／点呼
- くるくるドカン（フジテレビ）
- 笑いの金メダル（テレビ朝日）
- インパクト!（フジテレビ）
- 圧力団体（フジテレビ）
- 爆笑一番（秋田テレビ）
- U-CDTV（TBS）
- ザ・イロモネア（TBS）『ゴールドラッシュ』に出場し、3週目を勝ち抜きイロモネア出場権を獲得。2008年9月20日の2時間スペシャルに出場した結果5ジャンル全てをクリア、賞金100万円を手にした。
- お笑い登龍門（フジテレビ721）
- 爆笑レッドカーペット（フジテレビ）キャッチコピーは「お笑いロックンロール」
  - コラボカーペットでもう中学生、ゆってぃ&もう中学生（サンキューのみ、ゆってぃ隊名義）と共演。このうちの2009年11月21日放送のもう中学生とのコラボでレッドカーペット賞受賞。
  - 2011年1月1日放送の新春レッドカーペットではタイガーがピンでネタ披露。キャッチコピーは「一人ロックンロール劇場」
  - 2012年1月1日放送の新春爆笑レッドカーペットに出演。コアラ、アイクはレッドカーペット初登場。

  1. 2008年5月21日放送分
  2. 2008年6月25日放送分
  3. 2008年9月10日放送分
  4. 2008年10月8日放送分
  5. 2008年11月19日放送分
  6. 2009年1月1日放送分
  7. 2009年2月18日放送分
  8. 2009年4月18日放送分
  9. 2009年5月30日放送分
  10. 2009年7月11日放送分
  11. 2009年8月22日放送分
  12. 2009年10月3日放送分
  13. 2009年11月14日放送分
  14. 2009年11月21日放送分
  15. 2010年1月1日放送分
  16. 2010年3月6日放送分
  17. 2010年4月11日放送分
  18. 2010年6月13日放送分
  19. 2010年7月4日放送分
  20. 2012年1月1日放送分
- エンタの神様（日本テレビ）キャッチコピーは「スーパーROCKな維新軍」
  1. 2008年6月7日放送分
  2. 2010年2月13日放送分
- タモリのボキャブラ天国 大復活祭スペシャル（2008年、フジテレビ）キャッチコピーは「暴走爆裂ロックンロール」
- 笑点（日本テレビ）
  1. 2009年2月8日放送分
  2. 2010年1月31日放送分
- 笑殿（日本テレビ）
- お笑いメリーゴーランド（TBS）
- お笑いDynamite!（TBS）キャッチコピーは「ハーレーダビッドshow!!」
- おもいッきりDON!（日本テレビ、2009年4月1日 - 9月30日）「突撃DON!」水曜日の突撃リポーターとしてレギュラー出演。
- おもいッきりPON!（日本テレビ、2009年10月6日 - 2010年3月24日）水曜日の突撃リポーターとしてレギュラー出演。リポートでは全員が登場するが、スタジオ出演はイーグルのみ。
- ジャガイモン（テレ朝チャンネル、2009年12月24日）
- PON!（日本テレビ、2010年3月31日 - 9月29日）水曜日の突撃リポーターとしてレギュラー出演。リポートでは全員が登場するが、スタジオ出演はイーグルのみ。
- 笑いがいちばん（NHK総合）
- ジャック10（日本テレビ、2010年4月21日）- イーグルのみ
- ハイパーヨーヨー（テレビ東京、2011年8月6日 - 27日）トニー&ヨーヨージェット団役
- 爆問パワフルフェイス!（TBS、2011年11月24日）
- 「マバタキ」準優勝（禅）（フジテレビ）（2012年）
- 「マバタキ」優勝（禅）（フジテレビ）（2013年）
- 30分だけの愛（読売テレビ、2014年1月2日）
- ビットワールド（NHK、2014年11月14・21・28日）
- おはスタ（テレビ東京　2017年11月）
- にちようチャップリン（テレビ東京、2017年）
- 本気プリ（CBCテレビ）
- THE SECOND 〜漫才トーナメント〜 グランプリファイナル進出 （フジテレビ）（一回戦敗退）

### ラジオ
- FM番長（レインボータウンFM）- イーグルのみ
- 超新塾イーグル溝神の金曜いくべっ!（CRT栃木放送）- イーグルのみ
- 禅/超新塾イーグル・タイガーの無線通信放送局（GERA放送局）- イーグル、タイガーのみ（アイクのゲスト出演有）（サンキュー、ブーの企画有）
- 超新塾 イーグル・タイガーの「無線通信放送局」（stand.fm）- イーグル、タイガーのみ

### DVD/CD
- 超新塾DVD『ロックンロールコント集団 超新塾』
- 超新塾CD『超新塾』
- 全日本エンタメ系アーティストファイルVol.2 『聴視激エンターテイメント!2』 - 「ロックンロール講座」と「バイク名歌」で参加
- DVD『爆笑オンエアバトル 超新塾』

### CM出演
- テイルズウィーバー（ネクソン）
- 最高6億円くじBIG（2012年 日本スポーツ振興くじ、BIGマン編）コアラとアイクを除いた4人（イーグル、タイガー、サンキュー、ブー）で出演。

### その他
- カンニングの恋愛中毒（GyaO/GyaO@ShowTime）- 51回、52回にゲストとして出演